# Leichtathletik-Weltmeisterschaften 2011/Teilnehmer (Russland)
| Gelbes Symbol für Goldmedaillen mit stilisierten Olympischen Ringen | Graues Symbol für Silbermedaillen mit stilisierten Olympischen Ringen | Braundes Symbol für Bronzemedaillen mit stilisierten Olympischen Ringen |
| ------------------------------------------------------------------- | --------------------------------------------------------------------- | ----------------------------------------------------------------------- |
| 4                                                                   | 2                                                                     | 4                                                                       |

Der russische Leichtathletik-Verband stellte bei den Leichtathletik-Weltmeisterschaften 2011 im koreanischen Daegu 76 Teilnehmer.

## Ergebnisse

### Männer

#### Laufdisziplinen
| Athlet                                                            | Disziplin        | Vorlauf        | Vorlauf | Halbfinale    | Halbfinale    | Finale         | Finale        |
| Athlet                                                            | Disziplin        | Zeit           | Platz   | Zeit          | Platz         | Zeit           | Platz         |
| ----------------------------------------------------------------- | ---------------- | -------------- | ------- | ------------- | ------------- | -------------- | ------------- |
| Pawel Trenichin                                                   | 400 m            | 45,55 s PB     | 22      | 45,68 s       | 12            | ausgeschieden  | ausgeschieden |
| Juri Borsakowski                                                  | 800 m            | 1:46,14 min    | 6       | 1:45,73 min   | 10            | 1:44,49 min    | Bronze        |
| Alexei Sokolow                                                    | Marathon         |                |         |               |               | 2:16:23 h      | 19            |
| Alexei Sokolow                                                    | Marathon         |                |         |               |               | 2:16:48 h      | 21            |
| Sergei Schubenkow                                                 | 110 m Hürden     | 13,70 s        | 25      | ausgeschieden | ausgeschieden | ausgeschieden  | ausgeschieden |
| Alexander Derewjagin                                              | 400 m Hürden     | 49,43 s SB     | 13      | 49,07 s SB    | 8             | 49,32 s        | 8             |
| Andrei Farnossow                                                  | 3000 m Hindernis | 8:34,44 min    | 23      |               |               | ausgeschieden  | ausgeschieden |
| Waleri Bortschin1                                                 | 20 km Gehen      |                |         |               |               | 1:19:56 h      | 1             |
| Stanislaw Jemeljanow                                              | 20 km Gehen      |                |         |               |               | 1:21:11 h      | Bronze        |
| Wladimir Kanaikin1                                                | 20 km Gehen      |                |         |               |               | 1:20:27 h      | 2             |
| Sergei Morosow1                                                   | 20 km Gehen      |                |         |               |               | 1:22:37 h      | 12            |
| Sergei Bakulin1                                                   | 50 km Gehen      |                |         |               |               | 3:41:24 h      | 1             |
| Igor Jerochin                                                     | 50 km Gehen      |                |         |               |               | DSQ            | DSQ           |
| Sergei Kirdjapkin                                                 | 50 km Gehen      |                |         |               |               | DNF            | DNF           |
| Denis Nischegorodow                                               | 50 km Gehen      |                |         |               |               | 3:42:45 h SB   | Gold          |
| Maxim Dyldin Konstantin Swetschkar Pawel Trenichin Denis Alexejew | 4 × 400 m        | 3:00,81 min SB | 7       |               |               | 3:00,22 min SB | 4             |

1 nachträglich des Dopingvergehens überführt

#### Sprung/Wurf
| Athlet             | Disziplin      | Qualifikation | Qualifikation | Finale        | Finale        |
| Athlet             | Disziplin      | Weite/Höhe    | Platz         | Weite/Höhe    | Platz         |
| ------------------ | -------------- | ------------- | ------------- | ------------- | ------------- |
| Alexei Dmitrik     | Hochsprung     | 2,28 m        | 11            | 2,35 m        | Silber        |
| Iwan Uchow         | Hochsprung     | 2,31 m        | 4             | 2,32 m        | 5             |
| Alexander Schustow | Hochsprung     | 2,31 m        | 6             | 2,29 m        | 8             |
| Jewgeni Lukjanenko | Stabhochsprung | 5,50 m        | 18            | ausgeschieden | ausgeschieden |
| Dmitri Starodubzew | Stabhochsprung | 5,65 m        | 1             | 5,65 m        | 12            |
| Alexander Menkow   | Weitsprung     | 8,07 m        | 8             | 8,19 m        | 6             |
| Alexei Fjodorow    | Dreisprung     | 16,42 m       | 18            | ausgeschieden | ausgeschieden |
| Maxim Sidorow      | Kugelstoßen    | 19,95 m       | 14            | ausgeschieden | ausgeschieden |
| Kirill Ikonnikow   | Hammerwurf     | 75,36 m       | 12            | 78,37 m       | 6             |
| Sergei Litwinow    | Hammerwurf     | 74,80 m       | 15            | ausgeschieden | ausgeschieden |
| Alexander Iwanow   | Speerwurf      | 73,81 m       | 28            | ausgeschieden | ausgeschieden |
| Sergei Makarow     | Speerwurf      | 81,42 m       | 10            | 78,76 m       | 12            |
| Dmitri Tarabin     | Speerwurf      | 82,92 m       | 2             | 79,06 m       | 10            |

#### Zehnkampf
| Athlet         | Disziplin | 100 m   | Weit- sprung | Kugel- stoßen | Hoch- sprung | 400 m      | 110 m Hürden | Diskus- wurf | Stabhoch- sprung | Speer- wurf | 1500 m         | Punkte | Platz |
| -------------- | --------- | ------- | ------------ | ------------- | ------------ | ---------- | ------------ | ------------ | ---------------- | ----------- | -------------- | ------ | ----- |
| Alexei Drosdow | Ergebnis  | 11,34 s | 7,45 m SB    | 16,17 m       | 2,14 m SB    | 51,35 s SB | 15,49 s      | 50,29 m      | 5,00 m           | 64,80 m SB  | 4:41,73 min SB | 8313   | 4     |
| Alexei Drosdow | Punkte    | 786     | 922          | 862           | 934          | 753        | 791          | 876          | 910              | 810         | 669            | 8313   | 4     |

### Frauen

#### Laufdisziplinen
| Athletin                     | Disziplin        | Vorlauf      | Vorlauf | Halbfinale  | Halbfinale | Finale        | Finale        |
| Athletin                     | Disziplin        | Zeit         | Platz   | Zeit        | Platz      | Zeit          | Platz         |
| ---------------------------- | ---------------- | ------------ | ------- | ----------- | ---------- | ------------- | ------------- |
| Alexandra Fedoriwa           | 100 m            | 11,27 s PB   | 18      | 11,54 s     | 18         | ausgeschieden | ausgeschieden |
| Julija Guschtschina          | 200 m            | 22,88 s SB   | 11      | 23,26 s     | 18         | ausgeschieden | ausgeschieden |
| Jelisaweta Sawlinis          | 200 m            | 23,09 s      | 17      | 23,04 s     | 14         | ausgeschieden | ausgeschieden |
| Anastassija Kapatschinskaja1 | 400 m            | 51,43 s      | 6       | 50,41 s     | 4          | 50,24 s       | 3             |
| Antonina Kriwoschapka        | 400 m            | 51,52 s      | 8       | 50,55 s     | 7          | 50,66 s       | 4             |
| Jekaterina Kostezkaja1       | 800 m            | 1:59,61 min  | 2       | 1:58,64 min | 4          | 1:57,82 min   | 5             |
| Julija Russanowa1            | 800 m            | 2:01,38 min  | 14      | 1:58,73 min | 6          | 1:59,74 min   | 8             |
| Marija Sawinowa1             | 800 m            | 2:01,01 min  | 5       | 1:58,45 min | 2          | 1:55,87 min   | 1             |
| Natalja Jewdokimowa          | 1500 m           | 4:14,36 min  | 25      | 4:11,70 min | 23         | ausgeschieden | ausgeschieden |
| Jekaterina Martynowa         | 1500 m           | 4:07,76 min  | 5       | DSQ         | DSQ        | ausgeschieden | ausgeschieden |
| Olesja Syrewa                | 1500 m           | 4:11,24 min  | 18      | 4:09,83 min | 18         | ausgeschieden | ausgeschieden |
| Jelisaweta Gretschischnikowa | 5000 m           | 15:35,64 min | 14      |             |            | 15:45,61 min  | 14            |
| Jelena Sadoroschnaja         | 5000 m           | 15:23,90 min | 5       |             |            | 15:15,48 min  | 10            |
| Margarita Plaksina           | Marathon         |              |         |             |            | 2:35:39 h     | 23            |
| Tatjana Dektjarjowa          | 100 m Hürden     | 13,05 s      | 16      | 12,76 s SB  | 6          | 12,82 s       | 5             |
| Natalja Antjuch              | 400 m Hürden     | 54,88 s      | 2       | 54,51 s     | 2          | 53,85 s       | Bronze        |
| Jelena Tschurakowa           | 400 m Hürden     | 55,39 s      | 9       | 55,02 s     | 6          | 55,17 s       | 8             |
| Ljubow Charlamowa            | 3000 m Hindernis | 9:40,04 min  | 12      |             |            | 9:44,14 min   | 9             |
| Julija Saripowa1             | 3000 m Hindernis | 9:35,80 min  | 8       |             |            | 9:07,03 min   | 1             |
| Olga Kaniskina1              | 20 km Gehen      |              |         |             |            | 1:29:42 h     | 1             |
| Anissja Kirdjapkina          | 20 km Gehen      |              |         |             |            | 1:30:13 h     | Silber        |
| Tatjana Minejewa             | 20 km Gehen      |              |         |             |            | 1:34:08 h     | 16            |
| Wera Sokolowa                | 20 km Gehen      |              |         |             |            | 1:32:13 h     | 10            |

1 nachträglich des Dopingvergehens überführt

#### Sprung/Wurf
| Athletin                | Disziplin      | Qualifikation | Qualifikation | Finale           | Finale        |
| Athletin                | Disziplin      | Weite/Höhe    | Platz         | Weite/Höhe       | Platz         |
| ----------------------- | -------------- | ------------- | ------------- | ---------------- | ------------- |
| Swetlana Schkolina      | Hochsprung     | 1,95 m        | 5             | 1,97 m           | 5             |
| Jelena Slessarenko      | Hochsprung     | 1,95 m        | 9             | 1,97 m SB        | 4             |
| Anna Tschitscherowa     | Hochsprung     | 1,95 m        | 1             | 2,03 m           | Gold          |
| Swetlana Feofanowa      | Stabhochsprung | 4,55 m        | 7             | 4,75 m SB        | Bronze        |
| Jelena Issinbajewa      | Stabhochsprung | 4,55 m        | 1             | 4,65 m           | 6             |
| Darja Klischina         | Weitsprung     | 6,77 m        | 4             | 6,50 m           | 6             |
| Olga Kutscherenko       | Weitsprung     | 6,67 m        | 7             | DSQ              | DSQ           |
| Olga Saizewa            | Weitsprung     | 6,50 m        | 13            | ausgeschieden    | ausgeschieden |
| Anna Kuropatkina        | Dreisprung     | 14,31 m       | 7             | 14,23 m          | 7             |
| Anna Awdejewa           | Kugelstoßen    | 18,90 m       | 8             | 19,54 m SB       | 7             |
| Jewgenija Kolodko       | Kugelstoßen    | 18,90 m       | 9             | 19,78 m PB       | 5             |
| Anna Omarowa            | Kugelstoßen    | 18,90 m       | 6             | 18,67 m          | 10            |
| Darja Pischtschalnikowa | Diskuswurf     | 59,94 m       | 12            | 58,10 m          | 11            |
| Tatjana Lyssenko        | Hammerwurf     | 71,94 m       | 4             | 77,13 m SB       | Gold          |
| Marija Abakumowa        | Speerwurf      | 62,49 m       | 5             | 71,99 m NR CR WL | Gold          |

#### Siebenkampf
| Athletin            | Disziplin | 100 m Hürden | Hochsprung | Kugelstoßen | 200 m      | Weitsprung | Speerwurf  | 800 m          | Punkte  | Platz |
| ------------------- | --------- | ------------ | ---------- | ----------- | ---------- | ---------- | ---------- | -------------- | ------- | ----- |
| Anna Bogdanowa      | Ergebnis  | 13,44 s SB   | 1,83 m     | 14,52 m SB  | 25,64 s    | 6,38 m     | 41,38 m PB | 2:18,34 min    | 6242 SB | 10    |
| Anna Bogdanowa      | Punkte    | 1059         | 1016       | 829         | 829        | 969        | 694        | 846            | 6242 SB | 10    |
| Tatjana Tschernowa1 | Ergebnis  | 13,32 s PB   | 1,83 m SB  | 14,17 m SB  | 23,50 s PB | 6,61 m     | 52,95 m SB | 2:08,04 min SB | 6880 WL | 1     |
| Tatjana Tschernowa1 | Punkte    | 1077         | 1016       | 805         | 1029       | 1043       | 917        | 993            | 6880 WL | 1     |

1 nachträglich des Dopingvergehens überführt